# Демидовичи (Дзержинский район)
Деми́довичи (бел. Дзямі́давічы) — деревня в составе Демидовичского сельсовета Дзержинского района Минской области Беларуси. Деревня расположена в 19 километрах от Дзержинска, 45 километрах от Минска и 21 километрах от железнодорожной станции Койданово.

## История
Известна со 2-й половины XVI века, как село в составе имения Койданово Минского повета Минского воеводства Великого княжества Литовского. В 1588 году в селе насчитывалось 18 дымов, 19 волок земли, владение Радзивиллов. После второго раздела Речи Посполитой, в 1793 году — в составе Российской империи. В 1796 году деревня и застенок Демидовичи в составе Койдановского графства. В 1800 году насчитывалось 29 дворов, 147 жителей, владение князя Д. Радзивилла, действовала корчма. 
Во середине XIX века село в составе Новосадской сельской общины и имения Подгурье помещицы Малышевской. В 1858 году проживал 51 житель мужского пола. Во 2-й половине XIX века — начале XX века в составе Койданоской волости Минской губернии. В 1876 году село находилось в частной аренде. В 1880 году деревня и имение принадлежали помещикам Вагнерам, имелись 372 волоки земли, действовал хлебозапасный магазин. В 1897 году, по данным результатов первой всероссийской переписи, в деревне насчитывалось 43 двора, проживали 248 жителей, действовал хлебозапасный магазин. В конце XIX века владение помещицы Фот. В 1912 году в деревне была открыта школа (одноклассное народное училище). В 1917 году в Демидовичах 45 дворов, проживали 277 жителей. С 9 марта 1918 года в составе провозглашённой Белорусской Народной Республики, однако фактически находилась под контролем германской военной администрации. С 1 января 1919 года в составе Советской Социалистической Республики Белоруссия, а с 27 февраля того же года в составе Литовско-Белорусской ССР, летом 1919 года деревня была занята польскими войсками, после подписания рижского мира — в составе Белорусской ССР.
С 20 августа 1924 года в составе Новосадского сельсовета, который с 23 марта 1932 года по 14 мая 1936 года являлся польским национальным сельсоветом. Входила в состав Койдановского района Минского округа. 15 марта 1932 года район был преобразован в Койдановский польский национальный район, 29 июня того же года район был переименован в Дзержинский. 23 марта 1932 года деревня передана в состав Сталинского польского национального сельсовета. 31 июля 1937 года полрайон был упразднён, территория сельсовета вошла в состав Заславского района Минского округа (с 20 февраля 1938 года — Минской области). С 4 февраля 1939 года в составе восстановленного Дзержинского района. В 1926 году, по данным первой всесоюзной переписи, в Демидовичах проживают 236 жителей, насчитывается 53 двора. В 1929 году сельчане совместно с жителями соседней деревни Батурово организовали один из первых на Дзержинщине колхоз «Красная Беларусь». До начала войны в деревне работали 7-летняя школа, радиоузел, сельский клуб.
В годы Великой Отечественной войны деревня была оккупирована немецко-фашистскими захватчиками с 28 июня 1941 по 6 июля 1944 года, на фронтах войны погибли 15 жителей деревни. С 8 апреля 1957 года — центр Демидовичского сельсовета. В 1960 году в деревне проживали 278 жителей, в 1971 году насчитывается 63 двора, проживают 204 жителя. Входила в состав совхоза «Демидовичи» (центр — д. Юцки. В 1991 году насчитывается 49 хозяйств, 108 жителей. По состоянию на 2009 год в составе УП «Демидовичи», насчитывается 28  хозяйств, 35 жителей.

## Население
| Численность населения (по годам) | Численность населения (по годам) | Численность населения (по годам) | Численность населения (по годам) | Численность населения (по годам) | Численность населения (по годам) | Численность населения (по годам) | Численность населения (по годам) |
| 1800                             | 1897                             | 1909                             | 1917                             | 1926                             | 1960                             | 1971                             | 1991                             |
| -------------------------------- | -------------------------------- | -------------------------------- | -------------------------------- | -------------------------------- | -------------------------------- | -------------------------------- | -------------------------------- |
| 147                              | ↗ 248                            | ↗ 250                            | ↗ 277                            | ↘ 236                            | ↗ 278                            | ↘ 204                            | ↘ 108                            |
| 1999                             | 2004                             | 2009                             | 2017                             | 2018                             | 2020                             | 2022                             |                                  |
| ↘ 76                             | ↘ 55                             | ↘ 35                             | ↘ 30                             | → 30                             | ↗ 33                             | →33                              |                                  |

## Улицы
В настоящее время (на начало 2020 года) в деревне Демидовичи насчитывается три улицы:
- Центральная улица (бел. Цэнтральная вуліца);
- Садовая улица (бел. Садовая вуліца);
- Полевая улица (бел. Палявая вуліца).